# Elena Satine
Elena Satine (grúzul: ელენა სატინი; Tbiliszi, 1987. november 24. –) grúz–amerikai színésznő és énekesnő.
Legismertebb alakítása Judi Silver a Bűnös Miami című sorozatban. A Bosszú című sorozatban is szerepelt.

## Fiatalkora
1987. november 24-én született Tbilisziben. Édesanyja operaénekesnő volt, édesapja pedig a textiliparban dolgozott. 5 éves korában családjával Szocsiba költözött, és tagja lett a grúz popcsoportnak, a Nergebi nevű, Mickey egér Club-szerű gyermekelőadókból álló együttesnek. A Nergebivel egész Kelet-Európában turnézott, többek között az Utrennaya Zvezda  című gyermekműsorban is szerepelt, majd később szólókarrierbe kezdett. 9 évesen a legfiatalabb előadó lett, aki a Kinotavr fesztivál főszereplője volt.
1998-ban, miközben édesanyját kísérte egy üzleti útra, elosont a Professional Performing Arts School meghallgatására, és rögtön felvételt nyert. Miután meggyőzte szüleit, hogy engedjék az Egyesült Államokban tanulni, New Yorkba költözött, és 16 évesen elvégezte a PPAS-t. Ezt követően a moszkvai művészeti színházi iskolában folytatta drámai tanulmányait.

## Pályafutása
Első szerepe a Döglött akták című sorozatban volt. 2010-ben a Smallville című sorozatban tűnt fel. Ugyanebben az évben szerepelt az Agatha Christie: Poirot című sorozatban. 2012 és 2013 között a Bűnös Miami című sorozat főszereplője volt. 2014-ben A S.H.I.E.L.D. ügynökei című sorozat első évadában volt látható vendégszereplőként, ahol Lorelei-t alakította. 2014 és 2015 között a Bosszú című sorozatban Louise Ellis karakterét alakította. 2017-ben a Twin Peaks című sorozatban tűnt fel. 2021-ben a Cowboy Bebop – Csillagközi fejvadászok című sorozat főszereplője volt.

## Magánélete
Satine és Tyson Ritter, a The All-American Rejects együttes énekese és basszusgitárosa 2013 áprilisában jegyezték el egymást, és 2013. december 31-én házasodtak össze. Egy fiuk van, aki 2020-ban született.

## Filmográfia

### Filmek
| Év   | Magyar cím   | Eredeti cím                        | Szerep      | Magyar hang |
| ---- | ------------ | ---------------------------------- | ----------- | ----------- |
| 2009 | Ne nézz fel! | Don't Look Up                      | Anca        |             |
| 2009 |              | The Harsh Life of Veronica Lambert | Penelope    |             |
| 2009 |              | Adventures in Online Dating        | Christine   |             |
| 2015 |              | A Beautiful Now                    | Jaki        |             |
| 2015 |              | Zipper                             | Ellie Green |             |
| 2016 |              | Outlaw                             | Elena       |             |

### Televíziós szerepek
| Év        | Magyar cím                             | Eredeti cím              | Szerep                            | Megjegyzések                               |
| --------- | -------------------------------------- | ------------------------ | --------------------------------- | ------------------------------------------ |
| 2008      |                                        | Gemini Division          | Nadia                             | 1 epizód                                   |
| 2008      | Döglött akták                          | Cold Case                | Nadia Koslov                      | 1 epizód                                   |
| 2009      | Melrose Place                          | Melrose Place            | Abby Douglas                      | 1 epizód                                   |
| 2010      | Agatha Christie: Poirot                | Agatha Christie's Poirot | Countess Andrenyi                 | 1 epizód                                   |
| 2010      | Smallville                             | Smallville               | Mera                              | 1 epizód                                   |
| 2011      | NCIS                                   | NCIS                     | Adriana Gorgova                   | 1 epizód                                   |
| 2012–2013 | Bűnös Miami                            | Magic City               | Judi Silver                       | főszereplő magyar hangja Balsai Mónika     |
| 2014      | A S.H.I.E.L.D. ügynökei                | Agents of S.H.I.E.L.D.   | Lorelei                           | 2 epizód magyar hangja Pikali Gerda        |
| 2014      |                                        | Matador                  | Margot                            | 3 epizód                                   |
| 2014–2015 | Bosszú                                 | Revenge                  | Louise Ellis                      | főszereplő magyar hangja Sallai Nóra       |
| 2016      |                                        | Timeless                 | Judith Campbell                   | 1 epizód                                   |
| 2017      | Twin Peaks                             | Rhonda                   | Stephen Harris                    | 1 epizód                                   |
| 2017      | 24: Újratöltve                         | 24: Legacy               | Juliana Mehmeti                   | 1 epizód                                   |
| 2017      | The Gifted – Kiválasztottak            | The Gifted               | Sonya Simonson / Szépséges Álmodó | mellékszereplő magyar hangja Csuha Borbála |
| 2018      |                                        | Strange Angel            | Maggie Donovan                    | főszereplő                                 |
| 2021      | Cowboy Bebop – Csillagközi fejvadászok | Cowboy Bebop             | Julia                             | főszereplő magyar hangja Peller Anna       |